# مزرعه شوف
مزرعه شوف (به عربی: مزرعة الشوف) یک منطقهٔ مسکونی در لبنان است که در شهرستان شوف واقع شده‌است. مزرعه شوف ۱٫۳۶ کیلومتر مربع مساحت دارد ۹۵۰ متر بالاتر از سطح دریا واقع شده‌است.